# Oakley (marque)
Pour les articles homonymes, voir Oakley.
Oakley est une marque d’équipements sportifs créée par Jim Jannard en 1975. Il crée tout d’abord des poignées de motocross, puis des masques de motocross. Ensuite il sortira son premier modèle de lunettes : la Eyeshade en 1984. Elle sera portée par Greg Lemmond qui remportera le Tour de France cette même année. Rachetée par l'entreprise italienne Luxottica Group Milan en 2008, Oakley est aujourd’hui une marque de montures sport performances reconnue et équipe de nombreux sportifs à travers le monde,.
Le nom Oakley était le nom du chien de Jim Jannard, qui se couchait souvent au pied d'un chêne, d'où le nom Oakley.
Historiquement, la marque permet d'équiper les cyclistes, lesquels, jusqu'au début des années 1980, n'avaient pas de lunettes de soleil spécifiques pour les protéger des rayons UV.